# هرمان غرينير
هرمان غرينير (بالألمانية: Hermann Greiner)‏ هو طيار ألماني، ولد في 2 يناير 1920 في هآيدنهايم في ألمانيا، وتوفي في 26 سبتمبر 2014 في فانغن إم آلغوي في ألمانيا.